# Політична система Естонії
Політичною системою Естонії є основою парламентської республіки з представницькою демократією, в якій Прем'єр-міністр Естонії є главою уряду, та багатопартійної системи. Повноваженнями законодавчої влади наділений парламент. Виконавча влада реалізується урядом, який очолює прем'єр-міністр. Судова влада незалежна від виконавчої та законодавчої. Естонська державна служба відносно молода. Понад 50% державних службовців у віці до 40 років і третина — до 30 років. 42% державних службовців — чоловіки та 58% — жінки. Близько половини державних службовців мають вищу освіту.
В Естонії спостерігається відносно невелика кількість бюрократів, 18 998 у центральному уряді й 4 500 в муніципальних закладах. Інституції центрального уряду включають: 11 Міністерств (2 593 службовці), 33 Адміністративних агентства, Відділів та Інспекцій (14 790 службовців), 6 Конституційних інституцій (805 службовців), 15 Повітових урядів (810 службовців) та інші організації (Національні архіви, Прокуратура тощо).

## Історія
Естонська декларація незалежності була видана 1918 року. Парламентська республіка була сформована Виборчими зборами Естонії, а перша Конституція Естонії була прийнята 15 червня 1920 року. Парламент Рійгікогу (Державні збори) обрав Державного старійшину, який діяв і як Глава уряду, і як Глава держави. За часів Періоду мовчання політичні партії були заборонені, й парламент не збирався між 1934 та 1938 роками, оскільки країна управлялась декретом Костянтина Пятса, якого було обрано першим Президентом Естонії 1938 року. Того ж року було прийнято нову конституцію, і Рійгікогу був скликаний заново, цього разу двома палатами: Рійгіволікогу (верхня палата) і Рійгінеукогу (нижня палата). 1940 року Естонія була окупована Радянським Союзом. За рік Естонія була окупована — нацистською Німеччиною. У вересні 1944 року, після того, як німецькі війська залишили Естонію, була відновлена дорадянська влада, після того як Отто Тіїф сформував новий уряд відповідно до конституції 1938 року. Уряд Тіїфа працював лише 5 днів, після чого Естонію було знову окуповано СРСР. 1991 року Республіка Естонії була відновлена на засадах наступництва конституції 1938 року, із суспільним затвердженням нової конституції 1992 року.
Постійний уряд Естонії, додержуючись принципів розподілу сили й населення обирають 101 член Рійгікогу кожні чотири роки. Тільки громадяни Естонії можуть брати участь у парламентських виборах. Естонія використовує систему голосування, що базується на пропорційній виборчій системі. Партія мала подолати державний поріг у 5% від кількості всіх голосів для того, щоб отримати місця в парламенті. Парламент обирає голову, який може головувати упродовж двох термінів по п'ять років. Як правило, голова пропонує лідеру партії, що набрала найбільшу кількість голосів, сформувати новий уряд, який потім має отримати підтримку Рійгікогу. Парламент також призначає голову Державного банку Естонії, Головнокомандувача збройних сил Естонії, начальника Головного контрольно-фінансового управління Естонії, канцлера Естонії та голову Вищого суду Естонії, всіх після схвалення Президента.
Невдовзі після відновлення незалежності існувала безліч партій для представництва населення лише у 1.3 мільйони чоловік; нині в парламенті перебувають 6 основних партій. Місцеве самоврядування багато в чому розвивалось у тому ж напрямку. Не всі постійні жителі у віці від 18 років можуть брати участь у місцевих виборах — значну долю населення становлять так звані «негромадяни» — особи, які проживали на території Естонської РСР на момент проголошення незалежності, яким новий уряд відмовив у праві громадянства. Естонія не має державної церкви, свобода віросповідання гарантована конституцією.

## Політичний розвиток у період незалежності з1991року

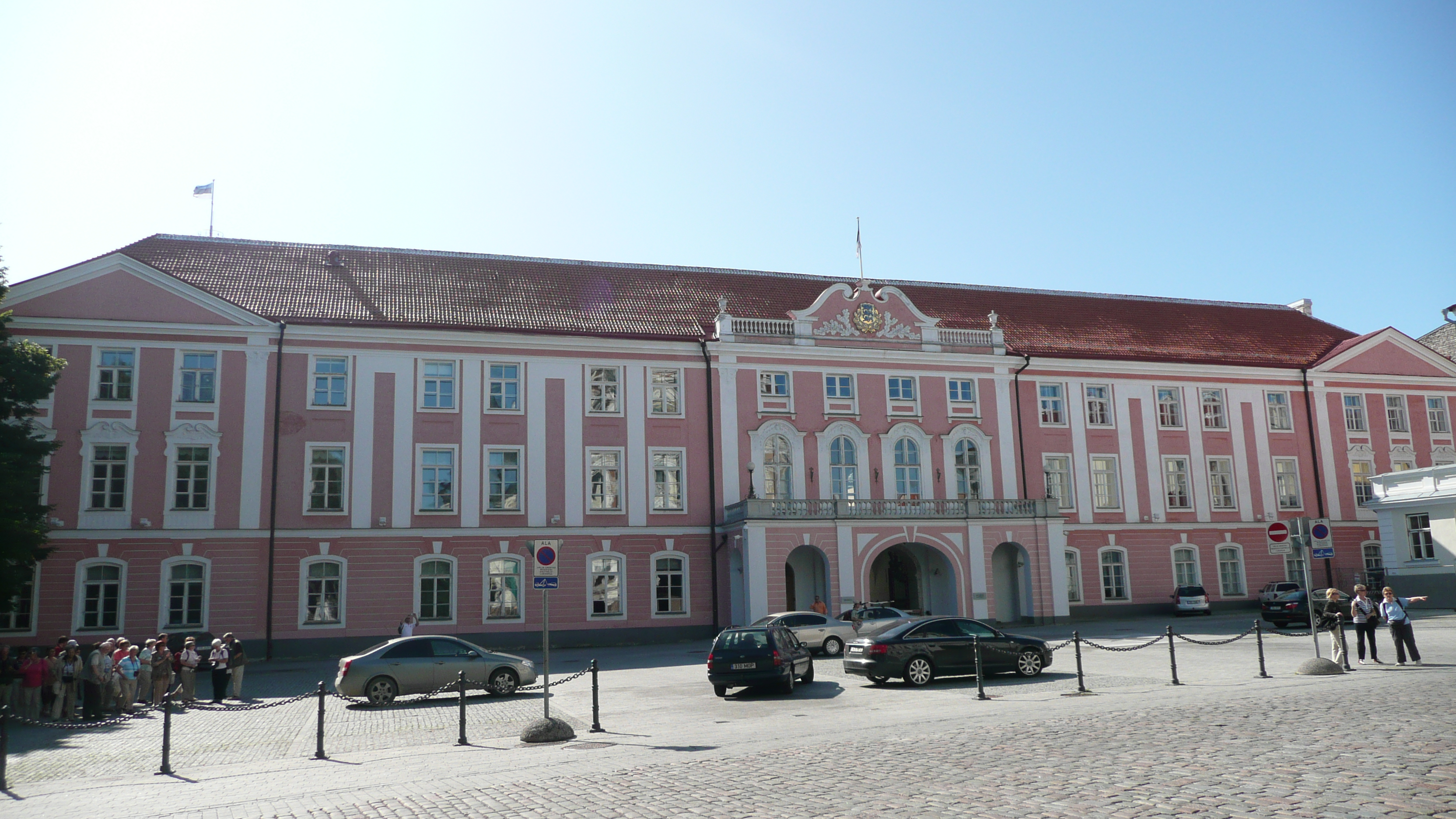
Будівля Рійгікогу

28 червня 1992 року естонські виборці підтримали запропоновану конституцію та виконавчий акт, які встановили парламентський уряд з президентом на чолі держави та з урядом на чолі з прем'єр-міністром.
Рійгікогу, однопалатний законодавчий орган, вищий орган державної влади. Він пропонує та затверджує законопроєкти за підтримки прем'єр-міністра. Прем'єр-міністр має повний контроль над усім кабінетом. Парламентські та президентські вибори проводились 20 вересня 1992 року. Близько 68% з 637 000 зареєстрованих виборців країни проголосували за бюлетенями. Леннарт-Георг Мері — видатний письменник і формальний Міністр закордонних справ виграв ці вибори і став президентом. Він обрав 32-річного історика й засновника Партії християнських демократів Марта Лаара як прем'єр-міністра.
У лютому 1992 й січні 1995 року Рійгікогу оновив естонський закон про громадянство 1938 року, який також надає однаковий громадянський захист для іноземців, що проживають в країні.
1996 року Естонія ратифікувала угоду про кордон з Латвією й завершила роботу над технічною угодою про кордон з Росією. Президент Мері був переобраний на вільних і чесних виборах у серпні й вересні 1996 року. Під час парламентських виборів 1999 року місця в Рійгікогу розподілились таким чином: Центристська партія отримала 28, Союз вітчизни 18, Партія реформ 18, Народна партія поміркованих (виборчий союз між Поміркованими та Народною партією) 17, Коаліційна партія 7, Народна партія (нині Народний союз) 7, виборчий союз Об'єднаних народних партій 6 місць. Союз вітчизни, Партія реформ та Помірковані сформували уряд з Мартом Лааром як прем'єр-міністром, натомість Центристська партія з Коаліційною партією, Народним союзом, Народною об'єднаною партією та членами парламенту, які не були членами фракцій, сформували опозицію в Рійгікогу.
Помірковані об'єднались з Народною партією 27 листопада 1999 року, утворивши Народну партію Поміркованих.
Наступного 2001 року Арнольд Рюйтель став Президентом Естонської республіки. В січні 2002 року прем'єр-міністр Лаар вийшов у відставку, і президент Рюйтель призначив на його місце Сійма Калласа. 28 січня 2002 року було сформовано новий уряд об'єднанням Партії реформ і Центристської партії.
В результаті наступних парламентських виборів 2003 року місця розподілились таким чином: центристи 28, Res Publica 28, Партія реформ 19, Народний союз 13, Союз вітчизни 7 та Помірковані 6 місць. Об'єднана народна партія не змогла пройти п'ятивідсотковий поріг. Res Publica, Партія реформ і Народний союз сформували уряд. З цієї коаліції Президент Рюйтель обрав лідера партії Res Publica, Юхана Партса, для скликання уряду.
14 вересня 2003 року громадяни Естонії були скликані на референдум для того, щоб дізнатись, чи хочуть вони приєднання Естонії до Європейського союзу. 64% електорату прийшли на референдум; із них 66,83% проголосували «за» і 33,17% — «проти». Приєднання до ЄС відбулось 1 травня наступного року.
В лютому 2004 року Народна партія поміркованих була перейменована на Соціал-демократичну партію Естонії.
24 березня прем'єр-міністр Юхан Партс оголосив про свою відставку, віддавши голос недовіри на голосуванні в Рійгікогу проти Міністра юстиції Кена-Марті Вахера, яке відбулось 21 березня. Результат: 54,0% (соціал-демократи, соціал-ліберали, Народний союз, Союз вітчизни та Партія реформ) одностайно. 32,0% (Res Publica і Центристська партія) не взяли участі в голосуванні.
4 квітня 2005 року президент Рюйтель запропонував кандидатуру лідера Партії реформ Андруса Ансіпа на посаду прем'єр-міністра. Ансіп сформував уряд з коаліції своєї Партії реформ з Народним союзом та Центристською партією. Підтвердження Рійгікогу, яке за законом мало затвердити його кандидатуру упродовж 14 днів, надійшло 12 квітня 2005 року. Ансіпа підтримали 53 зі 101 члена естонського парламенту. Сорок депутатів проголосували проти його кандидатури.
18 травня 2005 року Естонія підписала угоду про кордон з Російською Федерацією в Москві. Угоду було ратифіковано Рійгікогу 20 червня 2005. Втім, наприкінці червня російське міністерство закордонних справ повідомило, що воно не має наміру стати учасником договору про кордон та не вважає себе пов'язаним положеннями, що стосуються об'єкту й мети договору, тому що Рійгікогу приєднав преамбулу до ратифікаційного акту, що посилалась на більш ранній документ, в якому згадувалась радянська окупація Республіки Естонія за часів радянського періоду. Проблема є невирішеною та перебуває в центрі європейських обговорень.
Під час місцевих виборів нині використовують інтернет-вибори.
4 квітня 2006 року Союз вітчизни та Res Publica вирішили сформувати об'єднану право-консервативну партію. Об'єднання двох партій відбулось 4 червня в Пярну. Назва об'єднаної партії Isamaa ja Res Publica Liit (Союз вітчизни і Res Publica).

### Коаліції
| Партія | Партія                     | Ідеологія                                    | Центристська партія             | Партія реформ                   | Res Publica | Союз вітчизни                   | Народний союз | Соціал-демократична партія      | Коаліційна партія |
| ------ | -------------------------- | -------------------------------------------- | ------------------------------- | ------------------------------- | ----------- | ------------------------------- | ------------- | ------------------------------- | ----------------- |
|        | Центристська партія        | центрально-ліві (соціальні ліберали)         | *                               | 2002-2003; 2005–2007            | -           | -                               | 2005—2007     | -                               | 1995              |
|        | Партія реформ              | центрально-праві (класичні ліберали)         | 2002-2003; 2005–2007; 2021-2022 | *                               | 2003-2005   | 1992—1995; 1999–2002; 2007-     | 2003-         | 1999-2002                       | 1995-1997         |
|        | Res Publica                | центрально-праві (консерватори)              | -                               | 2003—2005, 2007-                | *           | -                               | 2003—2005     | -                               | -                 |
|        | Союз вітчизни              | центрально-праві (націоналісти-консерватори) | -                               | 1992—1995, 1999–2002, 2007-     | -           | *                               | -             | 1992—1995, 1999–2002, 2007–2009 | -                 |
|        | Народний союз              | центрально-ліві (аграрії)                    | 1995, 2005–2007                 | 1995-1997, 2005–2007            | -           | -                               | *             | -                               | 1995—1999         |
|        | Соціал-демократична партія | центрально-ліві (соціал-демократи)           | -                               | 1992—1994, 1999–2002, 2007–2009 | -           | 1992—1994, 1999–2002, 2007–2009 | -             | *                               | -                 |
|        | Коаліційна партія          | центристи                                    | 1995                            | 1995—1997                       | -           | -                               | 1995—1999     | -                               | *                 |

## Виконавча влада

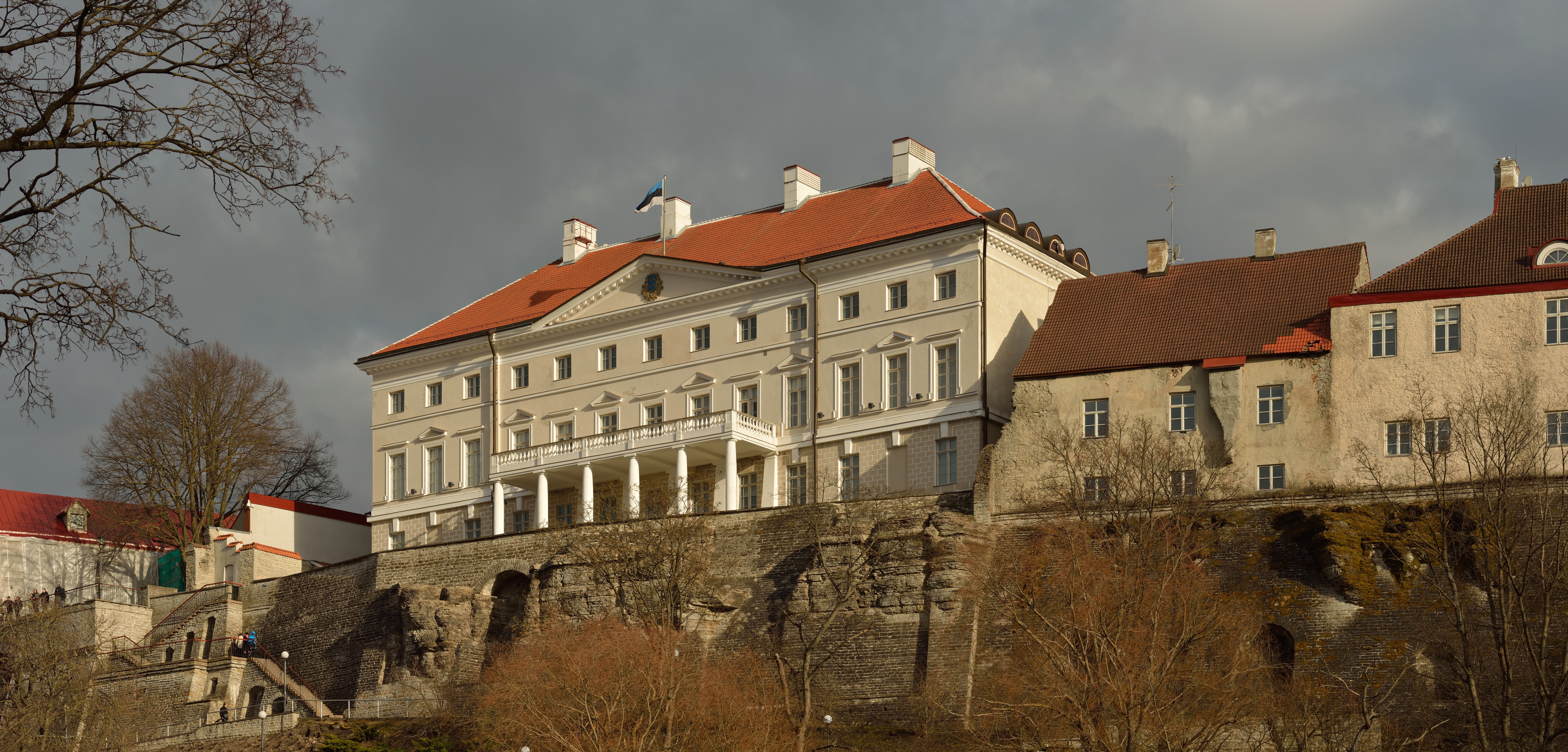
Будинок Уряду Естонії

Президент Естонії обирається Парламентом (Рійгікогу) на п'ятирічний термін; якщо він чи вона не набирають двох третин голосів після трьох раундів голосування, виборча комісія (створена з Парламенту і членів місцевого самоврядування) обирає президента, обираючи між двома кандидатами з найбільшим відсотком голосів.
Прем'єр-міністр Естонії (ест.: Eesti Vabariigi Peaminister) — глава уряду Республіки Естонія. Прем'єр-міністр обирається президентом і затверджується парламентом. Зазвичай, це лідер найбільшої партії чи фракції в парламенті.
Діяльністю уряду керує прем'єр-міністр, який де-факто є політичним главою держави. Він не очолює якесь певне міністерство, але відповідно до конституції стежить за роботою уряду. Важливість прем'єр-міністра і його роль в уряді, а також його відносини з іншими міністрами зазвичай залежать від позиції партії, лідером якої є прем'єр-міністр.

## Законодавча влада
В Державній Раді (Рійгікогу) 101 член, які обираються на чотирирічний термін за пропорційною виборчою системою.

## Судова влада
Верховний суд є Державним судом або Рійгікохус, із 19 суддями, голова призначається парламентом довічно за поданням президента.

## Адміністративний поділ
В Естонії налічується 15 основних адміністративних округів. Внаслідок географічного й демографічного розміру цих округів, вони радше розглядаються як повіти, ніж як штати ((ест.) множина maakonnad; однина — maakond).

## Участь у міжнародних організаціях
Естонія є членом БМР, РДБМ, РЄ, ЄБРР, ЄЕК ООН, ЄС, ФАО, МАГАТЕ, МБРР, ІКАО, МКС, МКЧХ, МФК, МГО, МОП, МВФ, ММО, Інтерпол, МОК, МОМ (спостерігач), ISO (кореспондент), МСЕ, МКП, НАТО, ОБСЄ, ООН, ЮНКТАД, ЮНЕСКО, СПС, СМО, ЗЄС (партнер), СООЗ, СОІВ, СМО, СОТ.